# Roxana Cogianu
Roxana Gabriela Cogianu (* 21. September 1986 in Iași) ist eine rumänische Ruderin. Sie ist sechsfache Europameisterin und dreifache Olympiateilnehmerin für Rumänien.

## Karriere
Cogianu begann mit dem Rudersport im Jahr 2001 und konnte relativ schnell erste internationale Erfolge sammeln. Bei zwei Teilnahmen an den Weltmeisterschaften der Junioren erreichte sie im Doppelvierer eine Goldmedaille (2003) und eine Bronzemedaille (2004). Sie ruderte danach zwei Jahre im U23-Bereich und gewann die Goldmedaille im Doppelvierer bei den U23-Weltmeisterschaften 2005 und 2006. Ab 2007 durfte sie in der offenen Altersklasse im Doppelvierer an den Start gehen, der eine Silbermedaille bei den neu eingeführten Ruder-Europameisterschaften 2007 und einen Platz 8 bei den Weltmeisterschaften erreichen konnte. In der olympischen Saison 2008 ruderte sie zunächst ebenfalls im Doppelvierer und gewann erneut den Titel bei der U23-Weltmeisterschaft. Danach stieg sie in den kleineren Doppelzweier um und nahm in dieser Bootsklasse zusammen mit Ionelia Zaharia an den Olympischen Sommerspielen von Peking teil. Die Mannschaft erreichte einen 10. Platz. Zum Saisonabschluss wechselte sie wieder in den Doppelvierer und gewann die Bronzemedaille bei den Ruder-Europameisterschaften 2008.
Gemeinsam mit Ionalia Zaharia wurde Cogianu ab 2009 Stammkraft des erfolgreichen rumänischen Frauen-Achters. Von 2009 bis 2014 konnte sie in jedem Jahr den EM-Titel in dieser Bootsklasse gewinnen, dazu zwei Silber- und eine Bronzemedaille bei Ruder-Weltmeisterschaften in den Jahren 2009, 2010 und 2013. Auch bei den Olympischen Sommerspielen 2012 in London ruderte sie im Frauen-Achter und belegte den vierten Platz. Bei den Ruder-Weltmeisterschaften 2013 wagte sie zusammen mit Nicoleta Albu außerdem einen Doppelstart und gewann neben der Medaille im Achter auch Silber im Zweier ohne Steuerfrau. 2015 folgten eine Bronzemedaille bei den Europameisterschaften und der siebte Platz bei den Weltmeisterschaften. Anfang Mai 2016 belegte der rumänische Achter den vierten Platz bei den Europameisterschaften. Vierzehn Tage später siegten die Rumäninnen in der letzten Olympiaqualifikation in Luzern. Bei den Olympischen Spielen 2016 gewann der rumänische Achter die Bronzemedaille in der Besetzung Roxana Cogianu, Ioana Strungaru, Mihaela Petrilă, Iuliana Popa, Mădălina Bereș, Laura Oprea, Adelina Boguș, Andreea Boghian und Steuerfrau Daniela Druncea.
Cogianu startet für den Verein Olimpia Bukarest CS. Bei einer Körperhöhe von 1,79 m beträgt ihr Wettkampfgewicht rund 74 kg.